# امارت افغانستان (۱۹۲۹)
امارت افغانستان یا امارت خراسان یک دولت به رسمیت شناخته‌ نشده در افغانستان بود که به رهبری حبیب‌الله کلکانی بر آن فرمان می‌راند. این کشور از ژانویه تا اکتبر ۱۹۲۹ ماندگار بود. حبیب‌الله کلکانی که یکی از شورشی های تاجیک در دولت شاهی بود که علیه حکومت آزاد افغانستان حمله کرد. و در ۱۸ ژانویه ۱۹۲۹ به حکومت رسید. و خود را  امیر خراسان (عیار خراسان) نامید. وی اولین شخص تاجیک تبار قبل از گروه طالبان بود که قانون اساسی امان الله خان که برپایه دموکراسی، آزادی و مدرنیته بود را لغو کرد. و به جای آن قانون اساسی افغانستان را به حکومت دینی  و فرقه ایی و حجاب اجباری تصویب کرد. در ۱۳ اکتبر همان سال توسط محمد نادر شاه ساقط و اعدام گردید. یکی از آرمان حبیب‌الله کلکانی تجزیه افغانستان بود که بتواند خراسان بزرگ را احیا کند.

## وزیران و والیان
هیئت وزراء و افراد بانفوذ حکومت حبیب‌الله کلکانی از این قرار بود:
- سید حسین نایب‌السلطنه وزیر جنگ
- محفوظ خان معین وزارت جنگ
- حمیدالله معین‌السلطنه که برادر حبیب‌الله کلکانی بود
- عبدالغفورخان تگاوی وزیر داخله
- صاحبزاده عطاءالحق خان وزیر خارجه
- صاحبزاده شیرجان خان وزیر دربار
- میرزا غلام مجتبی خان وکیل وزارت مالیه
- ملک محسن کلکانی والی ولایت کابل
- میرزا محمد یوسف خان مستوفی الممالک
- صاحبزاده عبدالغفورخان رئیس گمرک کابل
- میرزا عبدالقادر خان مستوفی کابل
- سید آغا خان خواجه چاشتی قوماندان امنیه کابل
- ملا برهان الدین خان کشکی مدیر جریده حبیب الاسلام
- سردار محمد کبیر خان پسر امیر حبیب‌الله خان
- محمود سامی نایب سالار سابق
- میربابا صاحب خان و بعد صاحبزاده عبدالله خان والی قطغن و بدخشان
- مرزا محمد قاسم خان و بعد عطا محمد خان والی ولایت بلخ
- خلیل‌الله خلیلی مستوفی ولایت بلخ
- عبدالرحیم خان نایب سالار والی ولایت هرات
- جنرال صاحبزاده محمد صدیق خان قوماندان ولایت پکتیا
- عبدالقدیر خان والی ولایت قندهار